# SV Darmstadt 98
A Sportverein Darmstadt 1898 e.V, vagy röviden SV Darmstadt 98 egy német labdarúgóklub, melyet 1898. május 22-én alapítottak a hesseni Darmstadt városában. A csapat eddig háromszor jutott fel a német élvonalba, legutóbb 2015-ben.

## Történet
A klub 1898. május 22-én FK Olympia 1898 Darmstadt néven alakult a hesseni Darmstadt városában. Az új csapat több éven át alsóbb osztályokban szerepelt. 1919-ben egyesültek az SC Darmstadttal, ettől kezdve SV Darmstadt 98 néven szerepeltek. Az 50-es években stabil másodosztályú csapattá tornázták fel magukat, ám sokáig nem tudtak ennél előbbre lépni. Miután a tartományi ligában és kupában sikerült kisebb sikereket elérni, 1973 végül meghozta a minőségi változást. A csapat a másodosztályban saját csoportja (Regionalliga Süd) első helyén végzett, majd a Bundesliga tagságért rendezett helyosztókon a második helyen zárt.

Az 1977/78-as idényben aztán újra megnyerték csoportjukat (2. Bundesliga Süd) és automatikusan feljutottak az első osztályba. Mivel a klub játékosai a szezon közben folytatták polgári foglalkozásukat, a liliomok megkapták a "Feierabendfußballer vom Böllenfalltor" becenevet. (A Böllenfalltor stadion szabadidős focistái.) Első Bundesliga idényüket az utolsó helyen zárták, így kiestek. Két év múlva ismét feljutottak, ám ezúttal az utolsó előtti helyen zárva hullottak ki. Pár évvel később a liliomok ismét közel kerültek a feljutáshoz, a másodosztály harmadik helyén végezve osztályozót játszottak az SV Waldhof Mannheim együttesével. A három mérkőzéses maratoni összecsapást végül büntetőpárbajban a Mannheim nyerte.

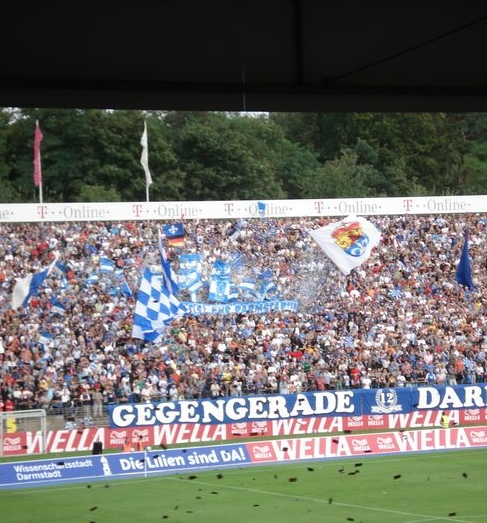
Darmstadt szurkolók (2007)

Nehéz évek következtek a klub számára, 1991-ben csak nagy szerencsével nem estek ki, majd 1993-ban tök utolsóként zártak és a harmadosztályba kerültek. A zuhanás itt nem állt meg, az anyagi gondokkal küzdő klub 1998-ban már a negyedosztályban találta magát. A következő években a klub csak kisebb tartományi sikereket tudott felmutatni, aztán 2004-ben a korábbi Darmstadt-játékos Bruno Labaddia irányításával sikerült feljutniuk a harmadosztályba, ahol két szezont is töltöttek. 2008-ban a felhalmozott adósságok miatt szóba került az egyesület feloszlatása is, végül az adományok és egy-két jótékonysági mérkőzés megmentette a klubot a széthullástól.

Végül 2011-ben ismét ráléptek a sikerek útjára és saját csoportjukat megnyerve feljutottak a most már egységes harmadosztályba (3. Liga). Itt két szezont töltöttek a tabella hátsó részében, 2013-ban csak nagy szerencsével nem estek ki. A 2013/14-es idényben azonban hatalmas meglepetésre a harmadik helyen zártak, így az Arminia Bielefeld együttesével játszhattak osztályozót a másodosztályért. A rendkívül látványos és emlékezetes párharc során a liliomok először otthon kikaptak 1:3-ra, majd Bielefeldben a 122. percben lőtt mindent eldöntő góllal 4:2-re nyertek és idegenben lőtt több góllal feljutottak a 2. Bundesligába. A tündérmese a következő idényben is folytatódott, a liliomok mindössze egy ponttal megelőzve a Karlsruher SC-t a második helyen zártak és automatikusan feljutottak az első osztályba.

## Sikerek
| - Regionalliga (Dél) (II) - Győztess: 1973 - 2. Bundesliga (Dél) (II) - Győztes: 1978, 1981 - Regionalliga (Dél) (IV) - Győztes: 2011 - Hessenliga - Győztes: 1950, 1962, 1964, 1971, 1999, 2004, 2008 | - Hesse-kupa - Győztes: 1966†, 1999, 2001, 2006, 2007, 2008, 2013 - Második: 1971, 2009, 2014 |

- † A második számú csapat aratta győzelem.

## Jelenlegi keret
2016. augusztus 13. szerint
| #  |     | Poszt | Név                                       |
| -- | --- | ----- | ----------------------------------------- |
| 1  | POR | K     | Daniel Heuer Fernandes                    |
| 4  | TUR | V     | Aytaç Sulu                                |
| 5  | GER | V     | Benjamin Gorka                            |
| 6  | BIH | KP    | Mario Vrančić                             |
| 7  | UKR | V     | Artem Fedetskyi                           |
| 8  | GER | KP    | Jérôme Gondorf                            |
| 9  | GER | CS    | Dominik Stroh-Engel                       |
| 10 | GER | CS    | Jan Rosenthal                             |
| 11 | NGR | CS    | Victor Obinna                             |
| 13 | AUT | V     | György Garics                             |
| 15 | CRC | V     | Júnior Díaz                               |
| 16 | CRO | CS    | Antonio Čolak kölcsönben a Hoffenheim-tól |
| 17 | GER | V     | Sandro Sirigu                             |

| #  |     | Poszt | Név                                      |
| -- | --- | ----- | ---------------------------------------- |
| 18 | GER | KP    | Peter Niemeyer                           |
| 19 | GER | CS    | Felix Platte kölcsönben a Schalke 04-től |
| 20 | GER | KP    | Marcel Heller                            |
| 21 | GER | V     | Immanuel Höhn                            |
| 22 | UKR | CS    | Denys Oliynyk                            |
| 23 | GER | KP    | Florian Jungwirth                        |
| 31 | GER | K     | Michael Esser                            |
| 32 | GER | V     | Fabian Holland                           |
| 36 | GER | V     | Can Luca Aydogan                         |
| 37 | GER | V     | Liam Fisch                               |
| 38 | GER | KP    | Daniel Thur                              |
| 39 | GER | KP    | Johannes Wolff                           |

## Edzők
A klub edzői 1968 óta:
| - Torsten Frings (2017. január 3.–) - Dirk Schuster (2012. december 28. – 2016.) - Jürgen Seeberger (2012. szeptember 5. – 2012. december 17.) - Kosta Runjaic (2010. március 24. –2012. szeptember 2.) - Živojin Juškić (2009–2010) - Gerhard Kleppinger (2006–2009) - Gino Lettieri (2006) - Bruno Labbadia (2003–2006) - Živojin Juškić (2003) - Hans-Werner Moser (2002–2003) - Michael Müller (2002) - Michael Feichtenbeiner (2000–2002) - Eckhard Krautzun (1999–2000) - Wolfgang Uschek (1999) - Slavko Petrović (1998-1999) - Lothar Buchmann (1996–1998) - Martin Bremer (1996) - Max Reichenberger (1996) - Gerhard Kleppinger (1993–1996) - Aleksander Mandziara (1992–1993) - Gernot Lutz (1992) - Jürgen Baier (1992) - Rainer Scholz (1991–1992) | - Jürgen Sparwasser (1990–1991) - Uwe Ebert (1990) - Uwe Klimaschefski (1990) - Dieter Renner (1989–1990) - Eckhard Krautzun (1989) - Uwe Ebert (1988-1989) - Rainer Scholz (1988-1989) - Werner Olk (1988) - Klaus Schlappner (1987–1988) - Eckhard Krautzun (1986–1987) - Udo Klug (1984–1986) - Lothar Kleim (1984) - Timo Zahnleiter (1983–1984) - Manfred Krafft (1982–1983) - Werner Olk (1981–1982) - Jörg Berger (1979–1980) - Klaus Schlappner (1979) - Lothar Buchmann (1976–1979) - Udo Klug (1971–1976) - Wolfgang Solz (1970–1971) - Heinz Lucas (1968–1970) |

## Szezonok
A klub szezonjai 1999 óta:
| Szezon    | Bajnokság        | Osztály | Helyezés   |
| 1999–2000 | Regionalliga Süd | III     | 9. hely    |
| 2000–01   | Regionalliga Süd | III     | 5. hely    |
| 2001–02   | Regionalliga Süd | III     | 14. hely   |
| 2002–03   | Regionalliga Süd | III     | 17. hely ↓ |
| 2003–04   | Oberliga Hessen  | IV      | 1. hely ↑  |
| 2004–05   | Regionalliga Süd | III     | 5. hely    |
| 2005–06   | Regionalliga Süd | III     | 5. hely    |
| 2006–07   | Regionalliga Süd | III     | 16. hely ↓ |
| 2007–08   | Oberliga Hessen  | IV      | 1. hely ↑  |
| 2008–09   | Regionalliga Süd | IV      | 15. hely   |
| 2009–10   | Regionalliga Süd | IV      | 15. hely   |
| 2010–11   | Regionalliga Süd | IV      | 1. hely ↑  |
| 2011–12   | 3. Liga          | III     | 14. hely   |
| 2012–13   | 3. Liga          | III     | 18. hely   |
| 2013–14   | 3. Liga          | III     | 3. hely ↑  |
| 2014–15   | 2. Bundesliga    | II      | 2. hely ↑  |
| 2015–16   | Bundesliga       | I       |            |